# آرثر سيسيل بيغو
آرثر سيسيل بيغو (بالإنجليزية: Arthur Cecil Pigou)‏ (/piːɡuː/؛ ولد في 18 نوفمبر 1877 - وتوفي في 7 مارس 1959) كان اقتصاديًا إنجليزيًا. بصفته مدرسًا ومؤسسًا لكلية الاقتصاد بجامعة كامبريدج، درب العديد من الاقتصاديين بالجامعة وأثر عليهم لتولي المناصب الاقتصادية حول العالم. غطت أعماله مختلف مجالات الاقتصاد، ولا سيما اقتصاد الرفاه، ولكنها تضمنت أيضًا نظرية دورة الأعمال، والبطالة، والتمويل العام، والأرقام القياسية، وقياس الناتج الوطني. تأثرت سمعته سلبًا بالكتاب الاقتصاديين المؤثرين الذين استخدموا عمله أساسًا من أجل تحديد وجهات نظرهم المتعارضة. خدم على مضض في العديد من اللجان العامة، بما في ذلك لجنة كونليف واللجنة الملكية لضريبة الدخل لعام 1919.

## النشأة والتعليم
ولد بيغو في رايد في جزيرة وايت، ابن لكلارنس جورج سكوت بيغو الضابط في الجيش، وزوجته نورا بيدل فرانسيس صوفيا ليز -ابنة السير جون ليز- البارونة الثالثة. حصل على منحة دراسية في كلية هارو عندما كان في نيولاندز هاوس وأصبح أول مدير حديث للكلية. يدعى مجتمع الاقتصاد في الكلية جمعية بيغو تكريمًا له. قُبل في كلية الملك في كامبريدج في عام 1896 بصفة باحث في التاريخ إذ درس التاريخ لأول مرة على يد أوسكار براوننج. وفاز بالميدالية الذهبية للمستشا الإنجليزي في عام 1899، وجوائز كوبدن (1901)، وبورني (1901)، وآدم سميث (1903)، وترك بصمته في جمعية كامبريدج يونيون التي أصبح رئيسًا لها عام 1900. جاء إلى الاقتصاد من خلال دراسة الفلسفة والأخلاق في ظل رحلة العلوم الأخلاقية. درس الاقتصاد على يد ألفريد مارشال، الذي خلفه لاحقًا أستاذًا للاقتصاد السياسي. كانت محاولته الأولى وغير الناجحة من أجل الحصول على زمالة في جامعة كينغزهي  أطروحة عن «براوننج بهيئة معلم ديني».

## عمله الأكاديمي
بدأ بيغو دروس علم الاقتصاد في عام 1901 وبدأ في إعطاء دورة حول الاقتصاد المتقدم لطلاب السنة الثانية التي استندت إلى تعليم العديد من خبراء الاقتصاد في كامبريدج على مدى الثلاثين عامًا القادمة. حاضر في أيامه الأولى حول مجموعة متنوعة من المواضيع خارج الاقتصاد. أصبح زميلًا في كلية كينغز في محاولته الثانية في مارس 1902، وأصبح محاضرًا لغيردلر في صيف عام 1904. وكرس نفسه من أجل استكشاف مختلف أقسام الفكر الاقتصادي، ونشر نتيجة لذلك الأعمال التي تقع سمعته العالمية. كان عمله الأول أكثر فلسفة من عمله التالي إذ وسع المقال الذي فاز به بجائزة آدم سميث في عام 1903 إلى مبادئ وأساليب السلام الصناعي.

## روابط خارجية
- آرثر سيسيل بيغو على موقع الموسوعة البريطانية (الإنجليزية)